# Кит (карликовая галактика)
Кит — карликовая сфероидальная галактика в составе Местной группы галактик, расположенная приблизительно в 2,46 млн световых лет от Земли. Она была обнаружена в 1999 году американскими астрономами Аланом Уайтингом, Джорджом Хау и Майком Ирвином.
По состоянию на 2000 год в галактике не были обнаружены радиолинии нейтрального водорода, а все наиболее яркие звёзды в галактике являются красными гигантами, что может свидетельствовать об отсутствии процессов звёздообразования в данной галактике.